# Amt Joachimsthal (Schorfheide)
Das Amt Joachimsthal (Schorfheide) mit Sitz in der Stadt Joachimsthal ist ein Amt im Landkreis Barnim des Landes Brandenburg, in dem vier Gemeinden zu einem Verwaltungsverbund zusammengeschlossen sind. Es wurde 1992 gebildet und umfasste zunächst acht Gemeinden im damaligen Kreis Eberswalde.

## Geographische Lage
Das Amt liegt im Norden des Landkreises Barnim und grenzt an die Gemeinde Schorfheide im Westen, an den Landkreis Uckermark im Norden sowie das Amt Britz-Chorin-Oderberg im Süden.

## Gemeinden und Ortsteile
Das Amt Joachimsthal (Schorfheide) verwaltet vier Gemeinden:
- Althüttendorf mit Neugrimnitz
- Friedrichswalde mit Parlow-Glambeck
- Joachimsthal (Stadt) mit Elsenau und Grimnitz
- Ziethen mit Groß-Ziethen und Klein Ziethen

## Geschichte
Am 17. Juni 1992 erteilte der Minister des Innern seine Zustimmung zur Bildung des Amtes Joachimsthal/Schorfheide, für dessen Zustandekommen der 19. Juni 1992 festgelegt wurde. Sitz der Amtsverwaltung ist die Stadt Joachimsthal. Folgende acht Gemeinden aus dem damaligen Kreis Eberswalde waren darin zusammengefasst:
- Altenhof
- Friedrichswalde
- Althüttendorf
- Groß-Ziethen
- Klein Ziethen
- Parlow-Glambeck
- Neugrimnitz
- Stadt Joachimsthal

Zum 1. Februar 2002 schlossen sich Groß-Ziethen und Klein Ziethen zur neuen Gemeinde Ziethen zusammen und Parlow-Glambeck wurde nach Friedrichswalde eingegliedert. Zum 30. Dezember 2002 wurde Altenhof in die amtsfreie Gemeinde Finowfurt eingemeindet und schied aus dem Amt aus. Zum 1. Januar 2003 wurde schließlich Neugrimnitz in die Gemeinde Althüttendorf eingegliedert. Damit hatte sich die Zahl der amtsangehörigen Gemeinden auf vier verringert.

## Bevölkerungsentwicklung
| Jahr | Einwohner |
| ---- | --------- |
| 1992 | 6 133     |
| 1995 | 6 072     |
| 2000 | 6 240     |
| 2005 | 5 539     |
| 2010 | 5 399     |
| 2015 | 5 335     |

| Jahr | Einwohner |
| ---- | --------- |
| 2020 | 5 276     |
| 2021 | 5 280     |
| 2022 | 5 370     |
| 2023 | 5 325     |
| 2024 | 5 304     |

Gebietsstand des jeweiligen Jahres, Einwohnerzahl: Stand 31. Dezember, ab 2011 auf Basis des Zensus 2011, ab 2022 auf Basis des Zensus 2022

## Politik

### Amtsdirektor
- 1992–2004: Dieter Ehm
- 2004–2020: Dirk Protzmann
- seit 2020: Hans-Joachim Blomenkamp

Blomenkamp wurde am 16. Dezember 2020 vom  Amtsausschuss für eine Amtszeit von acht Jahren gewählt.

### Dienstsiegel
Das Dienstsiegel zeigt das Landeswappen des Landes Brandenburg mit der Umschrift AMT JOACHIMSTHAL (SCHORFHEIDE) • LANDKREIS BARNIM.

## Belege
1. ↑  Bevölkerungsstand im Land Brandenburg Dezember 2024 (Fortgeschriebene amtliche Einwohnerzahlen, basierend auf dem Zensus 2022) (Hilfe dazu).
2. ↑  
Bildung des Amtes Joachimsthal/Schorfheide. Bekanntmachung des Ministers des Innern vom 13. Juni 1992. Amtsblatt für Brandenburg - Gemeinsames Ministerialblatt für das Land Brandenburg, 3. Jahrgang, Nummer 47, vom 10. Juli 1992, S. 890.
3. ↑  
Bildung der neuen Gemeinde Ziethen. Bekanntmachung des Ministeriums des Innern vom 17. Januar 2002. Amtsblatt für Brandenburg - Gemeinsames Ministerialblatt für das Land Brandenburg, 13. Jahrgang, Nummer 7, vom 13. Februar, S. 88 PDF.
4. ↑  
Eingliederung der Gemeinde Parlow-Glambeck in die Gemeinde Friedrichswalde. Bekanntmachung des Ministeriums des Innern vom 11. Januar 2002. Amtsblatt für Brandenburg - Gemeinsames Ministerialblatt für das Land Brandenburg, 13. Jahrgang, Nummer 7, vom 13. Februar, S. 87 PDF.
5. ↑  
Eingliederung der Gemeinde Altenhof in die Gemeinde Finowfurt. Bekanntmachung des Ministeriums des Innern vom 24. Januar 2002. Amtsblatt für Brandenburg - Gemeinsames Ministerialblatt für das Land Brandenburg, 13. Jahrgang, Nummer 48, vom 30. November 2002, S. 1016 PDF.
6. ↑  
Eingliederung der Gemeinde Neugrimnitz in die Gemeinde Althüttendorf. Bekanntmachung des Ministeriums des Innern vom 24. Januar 2002. Amtsblatt für Brandenburg - Gemeinsames Ministerialblatt für das Land Brandenburg, 13. Jahrgang, Nummer 48, vom 30. November 2002, S. 1016 PDF.
7. ↑  Historisches Gemeindeverzeichnis des Landes Brandenburg 1875 bis 2005. Landkreis Barnim, S. 12–13
8. ↑  Bevölkerung im Land Brandenburg von 1991 bis 2017 nach Kreisfreien Städten, Landkreisen und Gemeinden, Tabelle 7
9. ↑  Amt für Statistik Berlin-Brandenburg (Hrsg.): Statistischer Bericht A I 7, A II 3, A III 3. Bevölkerungsentwicklung und Bevölkerungsstand im Land Brandenburg (jeweilige Ausgaben des Monats Dezember)
10. ↑  Hans-Joachim Blomenkamp aus Eberswalde zum Amtsdirektor von Joachimsthal gewählt. In: Märkische Oderzeitung, 16. Dezember 2020.